# 폼폴릭소프리스속
폼폴릭소프리스속(Pompholyxophrys)은 리자리아의 한 속이다. 종 폼폴릭소프리스 푸니케아(Pompholyxophrys punicea)를 포함하고 있다.
한때 누클레아리아류 속의 일종으로 분류하기도 했다.